# İsmail Enver
Enver Paşa (în limbile turcă otomană: انور پاشا, turcă Enver Paşa), cunoscut și ca Ismail Enver Pașa (în limbile turcă otomană:اسماعیل انور; turcă İsmail Enver Paşa, născut Ismail Enver; n. 22 noiembrie 1881, Constantinopol, Imperiul Otoman – d. 4 august 1922, RPS Buhara⁠(d)) a fost un ofițer de armată otoman și lider al Revoluției Junilor Turci. El a fost principalul lider militar al Imperiului Otoman în Războaiele Balcanice și în Primul Război Mondial. Pașa este un titlu pe care l-a primit odată cu avansarea sa în grad. De-a lungul carierei sale militare el a obținut diferite titluri: Enver Efendi, Enver Bey și, în cele din urmă, Enver Pașa.

## Tinerețea și începuturile carierei militare
Istoricul britanic Mark Mazower aduce dovezi că tatăl viitorului pașă a fost un podar turc, iar mama o țărancă albaneză. Tânărul Enver a studiat în diferite școli militare ale imperiului și a absolvit în final Harp Akademisi în 1903. Avea să ajungă maior în 1906. În timpul serviciului militar în cadrul Armatei a III-a staționate în Salonic, el a devenit membru al Comitetului Unității și Progresului (CUP).

## Ascensiunea
Vedeți și: Revoluția Junilor Turci , Războiul italo-turc, și Războaiele Balcanice
În 1908 a izbucnit în Salonic Revoluția Junilor Turci, iar tânărul Enver a ajuns rapid unul dintre liderii ei militari. Succesul revoltei a adus CPU la putere, marcând începutul așa-numitei „A doua Perioade Constituționale”. În anul următor, noua putere a reușit să facă față cu succes unei contralovituri de stat, care a culminat cu incidentul de pe 31 martie. Enver Bey a luat parte activ la învingerea rebeliunii antiguvernamentale. După aceasta, el a fost trimis la Berlin ca atașat militar. Enver a militat pentru întărirea legăturilor militare dintre cele două imperii, invitând ofițeri germani să participe la reformarea armatei otomane.
În 1911 Regatul Italiei a lansat o invazie a Tripolitaniei Otomane (Libia zilelor noastre), ceea ce a fost actul de început al Războiului italo-turc. Enver a decis să se alăture apărătorilor provinciei și a plecat de la Berlin în Libia. Aici, el a preluat comanda generală, dar, în cele din urmă, Italia a preluat controlul asupra Libiei, iar Enver Bey a fost obligat să se întoarcă la Istanbul. În 1912, mulțumită rolului său activ în luptele din Libia, a fost înaintat la gradul de locotenent-colonel. Înfrângerea din Libia a afectat însă popularitatea CUP, care a părăsit guvernarea, fiind înlocuit de Uniunea Liberală. În octombrie 1912 a izbucnit Primul Război Balcanic, în timpul căruia armatele otomane au suferit înfrângeri grele din partea trupelor Ligii Balcanice. Noile înfrângeri militare au slăbit pozițiile guvernului liberal și i-au oferit lui Enver posibilitatea să preia puterea. În urma unei lovituri de stat din ianuarie 1913, Junii Turci au preluat puterea, iar Enver a fost numit ministru de război. Două înfrângeri majore – la Adrianopol și Yannina – i-au forțat pe otomani să cedeze în cele din urmă și să semneze Tratatul de la Londra.
După izbucnirea celui de-al Doilea Război Balcanic în iunie 1913, Enver Bey a profitat de noua situație internațională și a condus atacul armatei otomane în Tracia Răsăriteană, reușind să recucerească Adrianopolul de la bulgari, care își concentraseră forțele împotriva Serbiei și Greciei. După acest succes Enver a devenit Pașă.
Succesele sale au fost încununate cu instaurarea dictaturii militare cunoscute și ca „triumviratul pașilor” – Enver Pașa, Talaat Pașa și Djemal Pașa. În 1914 a fost reconfirmat ca ministru de război în cabinetul lui Sait Halim Pașa. În același an s-a căsătorit cu prințesa Emine Naciye Sulta, fiica prințului Süleyman, intrând prin aceasta în familia imperială. Puterea lui Enver a crescut în mod simțitor în perioada în care Europa se cufunda în război.

## Primul Război Mondial

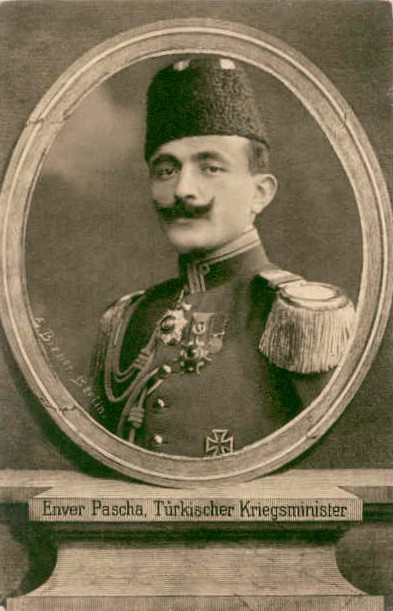
Enver Pașa, carte poștală germană din timpul Primului Război Mondial

Enver Pașa a fost principalul arhitect al alianței cu Imperiul German, care ar fi trebuit să îi aducă Imperiului Otoman o victorie rapidă și importante câștiguri. Fără să îi informeze pe ceilalți membri ai cabinetului, el a permis vaselor germane de război SMS Goeben și SMS Breslau, sub comanda amiralului Wilhelm Souchon, să intre în Dardanele ca să scape de urmărirea unei escadre britanice. „Donarea” acestor două vase de război Imperiului Otoman, care avea statutul de țară neutră în acel moment, a cântărit mult în schimbarea opiniei publice și a cercurilor conducătoare în favoarea Germaniei, în ciuda încercărilor diplomației franceze și ruse de păstrare a otomanilor în afara războiului. Pe 29 octombrie 1914, statutul de neutralitate a fost schimbat atunci când noul comandant-șef al flotei otomane, amiralul Souchon, a întreprins un raid împotriva porturilor ruse Odesa, Sevastopol și Feodosia, la care au participat vapoarele Goeben, Breslau și alte câteva vase militare otomane. Imperiul Rus a declarat război Turciei pe 2 noiembrie, urmați de britanici trei zile mai târziu. Deși cei mai mulți membri ai cabinetului și lideri ai CPU se opuseseră unei intrări rapide în război, Enver Pașa a susținut cu tărie o astfel de abordare.
Enver Pașa a ordonat pe 31 octombrie ca toți bărbații cu vârsta legală de recrutare să se prezinte în fața ofițerilor însărcinați cu mobilizarea. Aceștia din urmă s-au dovedit incapabili să administreze valul de recruți, iar birourile de mobilizare au înregistrat mari întârzieri în prelucrarea datelor.

### Ministru de război
Enver s-a dovedit un ministru de război nepriceput, iar în următorii patru ani germanii au fost obligați să ofere armatei otomane sprijinul unor generali experimentați precum Otto Liman von Sanders, Erich von Falkenhayn, Colmar Freiherr von der Goltz și Friedrich Freiherr Kress von Kressenstein. Guvernul german și-a sprijinit de asemenea aliatul cu provizii, trupe și combustibil.
Mesajul ministrului Enver Pașa către armată și populație a fost „războiul până la victoria finală”. Pe parcursul războiului, condițiile de viață din imperiu s-au deteriorat rapid, iar nemulțumirile populare au crescut. Guvernul CUP a cheltuit mai mulți bani decât veniturile, iar inflația a crescut dramatic.

### Înfrângerea de la Sarikamish (1914)
Enver Pașa și-a asumat conducerea forțelor otomane implicate în luptele împotriva rușilor pe Frontul din Caucaz. El spera să încercuiască forțele ruse, să le forțeze să părăsească teritoriile otomane ocupate după războiul din 1877–1878 și să reocupe orașele Kars și Batumi. Enver se considera un mare conducător militar. În același timp, consilierul militar german al ministrului, Liman von Sanders, îl considera doar un bufon. Enver a organizat o ofensivă complexă împotriva rușilor, a preluat personal comanda Armatei a 3-a, dar a suferit o înfrângere grea în bătălia de la Sarikamish din decembrie 1914 – ianuarie 1915. Strategia ofensivei arăta bine pe hârtie, dar nu a luat în considerație condițiile externe – terenul accidentat și starea vremii.
Armata lui Enver cu un efectiv de 90.000 de oameni a fost învinsă de cea rusă, care număra aproximativ 100.000 de oameni, iar în retragerea care a urmat au murit zeci de mii de soldați turci. Aceasta a fost cea mai gravă înfrângere a armatei otomane  din Primul Război Mondial. La reîntoarcerea la Istanbul, Enver Pașa a dat vina pentru înfrângere pe soldații armeni. El uita astfel că în ianuarie 1915 un armean pe nume Hovannes îi salvase viața, cărându-l în spate după ce ministrul fusese rănit pe linia frontului. Enver Pașa a inițiat după această înfrângere măsuri represive împotriva populației de etnie armeană, ceea ce a dus la strămutarea (de fapt genocidul) armenilor ortodocși din răsăritul imperiului.

### Comandantul forțelor din capitală (1915–1918)

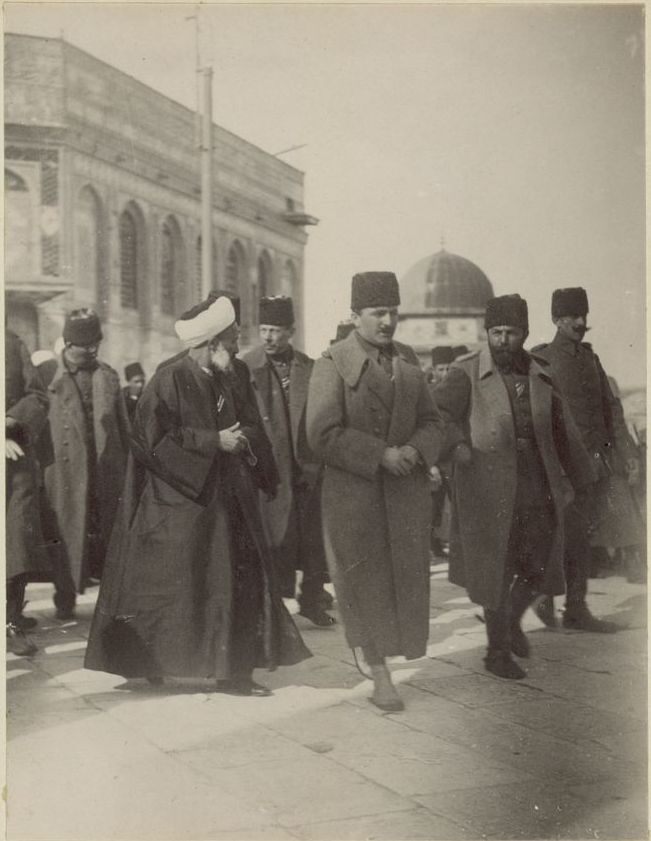
Enver Pașa (la mijloc) și Djemal Pașa (dreapta) în vizița la Ierusalim, după încheierea luptelor de la Gallipoli

După înfrângerea de la Sarıkamısh, Enver s-a reîntors la Istanbul și a preluat conducerea forțelor otomane care apărau capitala. El considera că orașul este bine apărat împotriva oricăror atacuri Aliate. În acest timp, francezii și britanici plănuiau un atac direct împotriva Istanbulului, sperând să oblige Imperiul Otoman să capituleze. O forță navală importantă, compusă în special din crucișătoare vechi, care nu puteau fi folosite împotriva flotei de suprafață germane, a fost alcătuită în 1915 pentru un atac împotriva strâmtorii Dardanele. Atacul (precursorul campaniei eșuate de la Gallipoli) l-a demoralizat pe Enver. Ca urmare, el a predat comanda lui Liman von Sanders, cel care avea să conducă apărarea încununată de succes de la Gallipoli. După ce campania aliată a dus la distrugerea a numeroase localități și pierderi de vieți omanești în zona de acțiune, Enver a propus crearea unor lagăre de concentrare pentru cetățenii francezi și britanici care se mai aflau încă pe teritoriul otoman. Ambasadorul american Henry Morgenthau a reușit să-l convingă pe Enver să renunțe la un asemenea plan.

### Acuzațiile de crime de război
Ismail Enver a fost acuzat (alături de califul otoman Mehmed al V-lea) de crime de război și de asasinate în masă pentru rolul care l-ar fi jucat în genocidul împotriva etnicilor armeni, greci și asirieni.

### Armata islamului
În timpul Revoluției din 1917 și a războiului civil care a urmat, armata rusă din Caucaz a încetat practic să mai existe. În același timp, CUP a reușit să se apropie de bolșevici după semnarea unui tratat de prietenie otomano-rus (1 ianuarie 1918). Enver a sesizat oportunitățile care se deschideau otomanilor în Caucaz după retragerea rușilor din regiune. Când el a prezentat planurile pentru ocuparea regiunilor de sud ale Rusiei, germanii i-au respins propunerile. Enver, descurajat de lipsa de cooperare a Imperiului German, a ordonat crearea unei noi forțe „Armata Islamului”, care nu avea în componența ei niciun ofițer german. În timpul campaniei militare declanșate, Armata Islamului a ocolit Georgia și a străbătut Azerbaidjanul. Armata a III-a a înaintat de asemenea până pe linia frontierelor antebelice.
Armata a III-a a atacat mai apoi Republica Democrată Armeană, care se afla în prima linie a frontului caucazian. Campania condusă de generalul Vehib Pașa a fost încheiată cu succes – turcii au obligat forțele armene să se retragă și au cucerit Trabzonul, unde rușii lăsaseră cantități uriașe de provizii. După acest succes, Armata a III-a și-a îndreptat atacul împotriva Georgiei.
Armata Islamului de sub comanda lui Nuri Pașa a atacat orașul Baku, apărat de forțele australiene, neo-zeelandeze, britanice și canadiene comandate de Lionel Charles Dunsterville. Generalul Dunsterville a ordonat evacuarea trupelor din Baku pe 14 septembrie și retragerea în Iran. Cea mai mare parte a populației armenești a reușit să se refugieze odată cu forțele britanice. Otomanii și aliații lor azeri au cucerit orașul pe 15 septembrie.
Pe 30 octombrie însă, după semnarea armistițiului de la Mudros, trupele otomane au fost înlocuite de cele ale Antantei în regiune. Victoriile otomanilor în Caucaz au avut o influență minoră asupra desfășurării conflictului mondial.

## Armistițiul și exilul

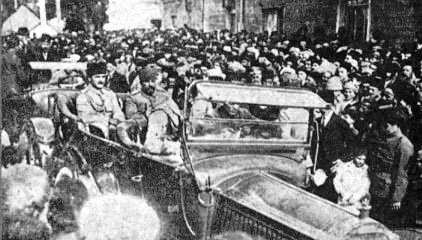
Enver Pașa în Batumi, 1918

În condițiile în care se prefigura înfrângerea Imperiului Otoman în război, sultanul l-a demis pe Enver Pașa din funcția de ministru de război pe 4 octombrie, în timp ce restul guvernului Talaat și-a prezentat demisia zece zile mai târziu. Pe 30 octombrie 1918, Imperiul Otoman a semnat Armistițiul de la Mudros. După trei zile, membrii triumviratului care condusese de facto imperiul au fugit în străinătate. Pe 1 ianuarie 1919 noul guvern otoman l-a trecut în rezervă pe Enver Pașa. El a fost judecat in absentia de un tribunal militar pentru crimele de „implicarea țării în război fără un temei legitim, deportarea forțată a armenilor și părăsirea țării fără permisiune” și a fost condamnat la moarte.
Enver a ajuns în Imperiul German  în octombrie 1918, unde a intrat în legătură și a colaborat cu comunistul Karl Radek și cu alți tovarăși ai acestuia. În octombrie 1919 Enver a plecat la Moscova ca trimis secret al generalului Hans von Seeckt, care dorea să propună bolșevicilor o alianță. În august 1920 Enver a trimis o scrisoare lui Seeckt, în care afirma că Rusia bolșevică ar fi fost de acord cu partiționarea tânărului stat polonez în schimbul armelor germane. Enver dorea să negocieze pentru germani o cooperare mai strânsă cu guvernul Rusiei Sovietice împotriva britanicilor. El a fost bine primit la Moscova și și-a creat o serie de contacte cu reprezentanți ai republicilor din Asia Centrală și a reluat legăturile cu membri exilați ai CUP aflați în Rusia. Enver s-a întâlnit cu o serie de lideri bolșevici, inclusiv cu V. I. Lenin. El a încercat să sprijine Mișcarea Națională Turcă și a corespondat cu Mustafa Kemal, pe care l-a asigurat că nu are de gând să intervină în mișcare. Enver Pașa a participat la Baku în perioada 1–8 septembrie 1920 la „Congresul Popoarelor Răsăritene”, ca reprezentant al Libiei, Tunisiei, Algeriei și Marocului. Acest congres s-a încheiat cu un eșec. Reîntors la Berlin, Enver Pașa a încercat să formeze o organizație secretă prin intermediul căreia să asigure transferul ajutorului militar rus către Turcia. Această încercare s-a încheiat la rândul ei cu un eșec.

## Panturcismul și decesul
Pe 30 iulie 1921, în condițiile în care Războiul de Independență al Turciei nu se încheiase încă, Enver a hotărât să se reîntoarcă în Anatolia. Pentru aceasta, s-a deplasat la Batumi, mai aproape de graniță. Mustafa Kemal nu dorea ca fostul ministru să se alăture mișcării pe care o conducea și a rupt orice legătură cu acesta din urmă. Mustafa Kemal a pus bazele propriei sale orientări ideologice – Kemalism – și a respins public ideile panturciste ale lui Enver, pe care le considera utopice. Date fiind aceste fapte, Enver a plecat la Moscova, unde a reușit să câștige încrederea autorităților ruse. În noiembrie 1921 Lenin l-a trimis la Buhara în Republica Socialistă Sovietică Turkestan să participe la înfrângerea revoltei basmacilor împotriva autorităților bolșevice promoscovite. Enver nu numai că nu a ajutat la înfrângerea revoltei, dar a luat legătura cu liderii rebelilor și, împreună cu câțiva acoliți, a dezertat în tabăra basmacilor. Obiectivul său a fost unirea numeroaselor grupuri de basmaci sub propria comandă și organizarea unei ofensive coordonate împotriva bolșevicilor, pentru realizarea visului său panturcic. După înfăptuirea cu succes a unei serii de operațiuni militare, el a reușit să fie recunoscut drept comandant suprem al unei forțe mici, dar bine organizate și instruite. Structura de comandă pe care a stabilit-o Enver era în conformitate cu tradiția miliară germană, iar corpul ofițeresc cuprindea o serie de militari de carieră experimentați turci.
În cartea sa „A Peace to End All Peace, The Fall of the Ottoman Empire and the Creation of the Modern Middle East”, istoricul David Fromkin îl descrie pe Enver ca o persoană orgolioasă, cu pretenții aristocratice, iubitoare de lux, medalii și titluri. El amintește de faptul că Enver și-a comandat un sigiliu de aur pentru ștampilarea documentelor, care îl descria drept „Comandantul șef al Armatelor Islamului, Ginere al Califului și Reprezentant al Profetului”. Nu a trecut mult și Enver s-a autodenumit emir al Turkestanului. Asemenea atitudini au dus la ruperea relațiilor cu emirul din Buhara, care i-a refuzat sprijinul financiar.
Pe 4 august 1922 Enver a permis trupelor de sub comanda sa participe la sărbătoarea de Kurban Bayramı. El și-a păstrat alături doar un grup de 30 de oameni din garda personală și s-a pregătit de sărbătoare la cartierul general din satul Ab-i-Derya de lângă Dușanbe. Aici avea să fie surprins de atacul brigăzii de cavalerie bașchire a Armatei Roșii de sub comanda lui Iakov Melkumov (Agop Melkumian). În conformitate cu unele surse, Enver și cei mai mulți dintre oamenii săi au încălecat și au atacat brigada Armatei Roșii. În timpul acestei șarje de cavalerie, Enver ar fi fost răpus de o rafală de mitralieră. Yaver Suphi Bey, aghiotantul lui Enver, a scris în memoriile sale că pașa a murit datorită unei răni produse de un glonț care l-a nimerit deasupra inimii. Pe de altă parte, Melkumov a scris în memoriile sale că Enver a reușit să scape cu fuga și s-a ascuns timp de patru zile în satul Chaghan. Ascunzătoarea ar fi fost descoperită de un ofițer al Armatei Roșii care s-a infiltrat deghizat în sat. Enver ar fi fost ucis de însuși Melkumov în timpul șarjei de cavalerie asupra satului.
Istoricul David Fromkin susține varianta morții în luptă a lui Enver. El afirmă că, în momentul în care bașchirii au atacat, Enver a atacat călare, cu Coranul strâns în mâna stângă. După încheierea luptelor, trupul decapitat al lui Enver ar fi fost descoperit pe câmp. Coranul i-ar fi fost smuls din mână și predat arhivelor Ceka.
În 1996, rămășitele pământești ale lui Enver Pașa au fost deshumate, aduse în Turcia și reînhumate la Istanbul în  cimitirul Șișli Abide-i Hürriyet.